# Ermita del Remei (Cervelló)
La Capella del Remei és un edifici religiós del municipi de Cervelló (Baix Llobregat) inclosa en l'Inventari del Patrimoni Arquitectònic de Catalunya.

## Descripció
És una capella que pertànyer a la masia de Mas Vila, situada a la part alta de la urbanització Ciutat del Remei, sota el puig de Gallina. És un edifici format per un cos central amb coberta a dues aigües i dues capelles laterals, cobertes amb cúpules de planta quadrada aristades acabades amb rajola esmaltada de diferent color. La façana té la porta allandada, a sobre un òcul i una cornisa curvilínia amb una campanar d'espadanya. A la façana es pot veure la data "1758".